# Поїзд

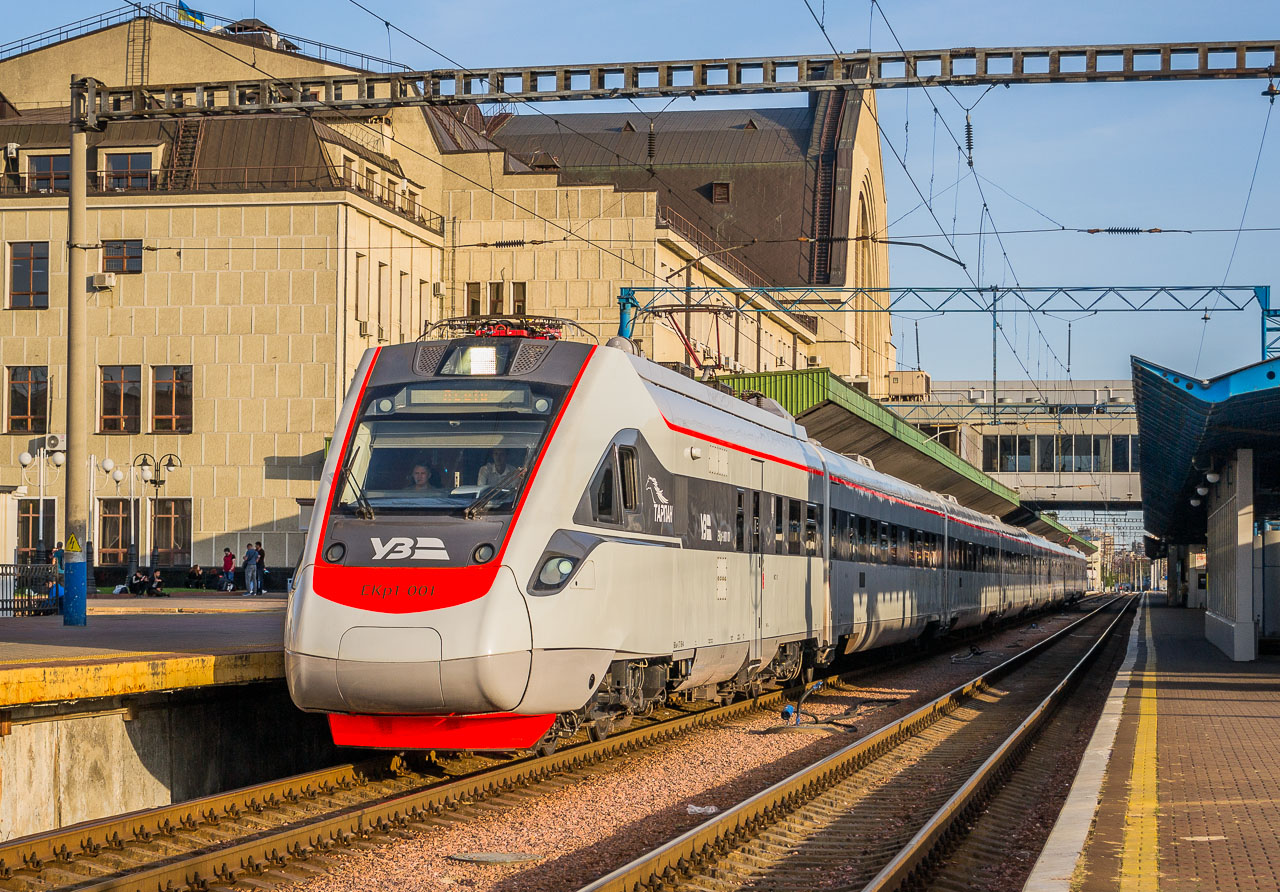
Український електропоїзд ЕКр1

По́їзд або По́тяг — у залізничному транспорті, сформована і зчеплена валка вагонів з одним або декількома діючими локомотивами чи моторними вагонами, що мають встановлені сигнали. Локомотиви без вагонів, моторні вагони, автомотриси та дрезини незнімного типу, відправлені на перегін, розглядаються як поїзд.

## Назва

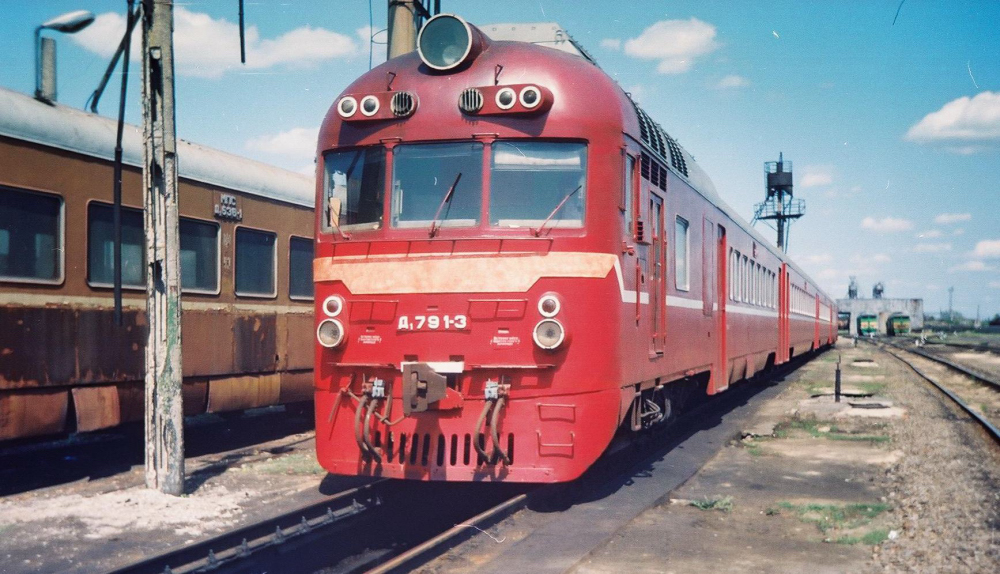
Дизель-поїзд Д1

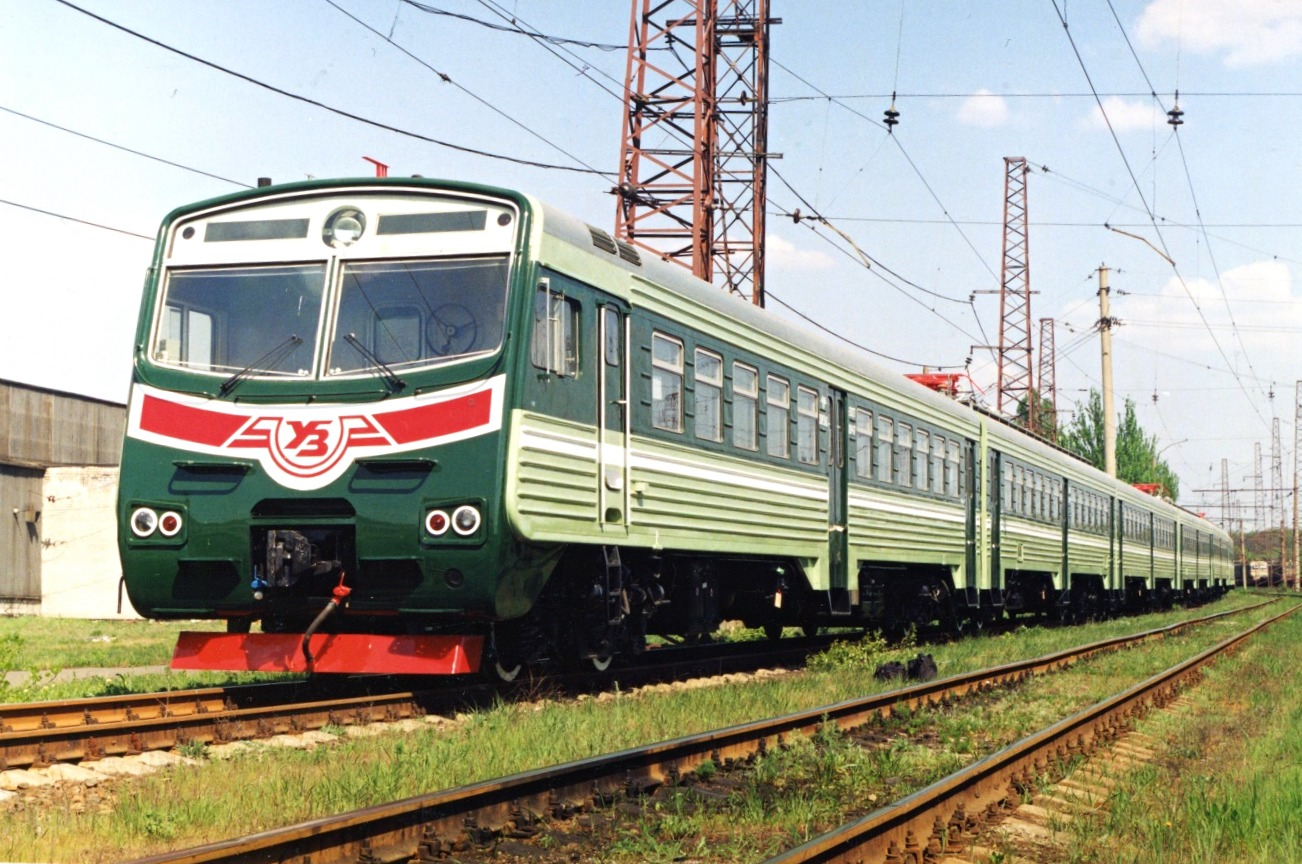
Електропоїзд ЕПЛ2Т

В Україні словом поїзд колись називали весільний кортеж, весільний поїзд («Молодий збірає поїзд і їде до молодої»), тоді як щодо залізничного транспортного засобу «Словарь української мови» початку XX ст. наводить тільки «потяг». «Словник технічної термінології» під редакцією І. Шелудька і
Т. Садовського 1928 року перекладає рос. поезд як поїзд (для перекладу поездной состав запропоновано термін валка) У Словнику української мови в 11 томах 1970-х років варіант «потяг» поданий вже як застарілий або вживаний у поетичному мовленні; водночас у новіших словниках потяг тлумачиться як рівноправний синонім до поїзда. Сам СУМ-11 багато мовознавців критикували як такий, що містить невмотивовані обмежувальні позначки щодо питомо української лексики. На думку О. О. Тараненка, поїзд є калькою рос. поезд, а потяг — калькою пол. pociąg, яке, своєю чергою, калькує нім. Zug.

## Класифікація поїздів

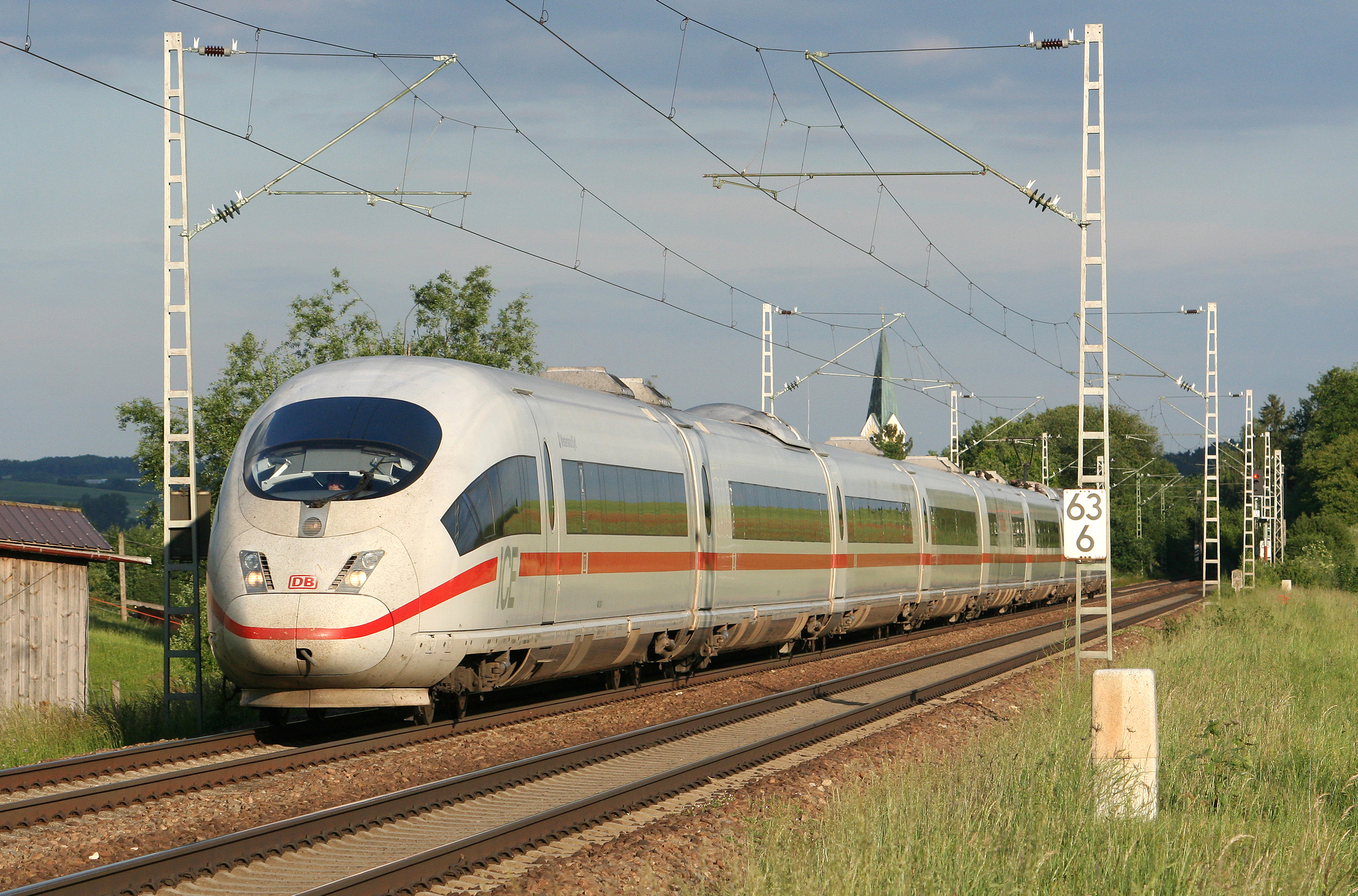
Німецький швидкісний Intercity-Express

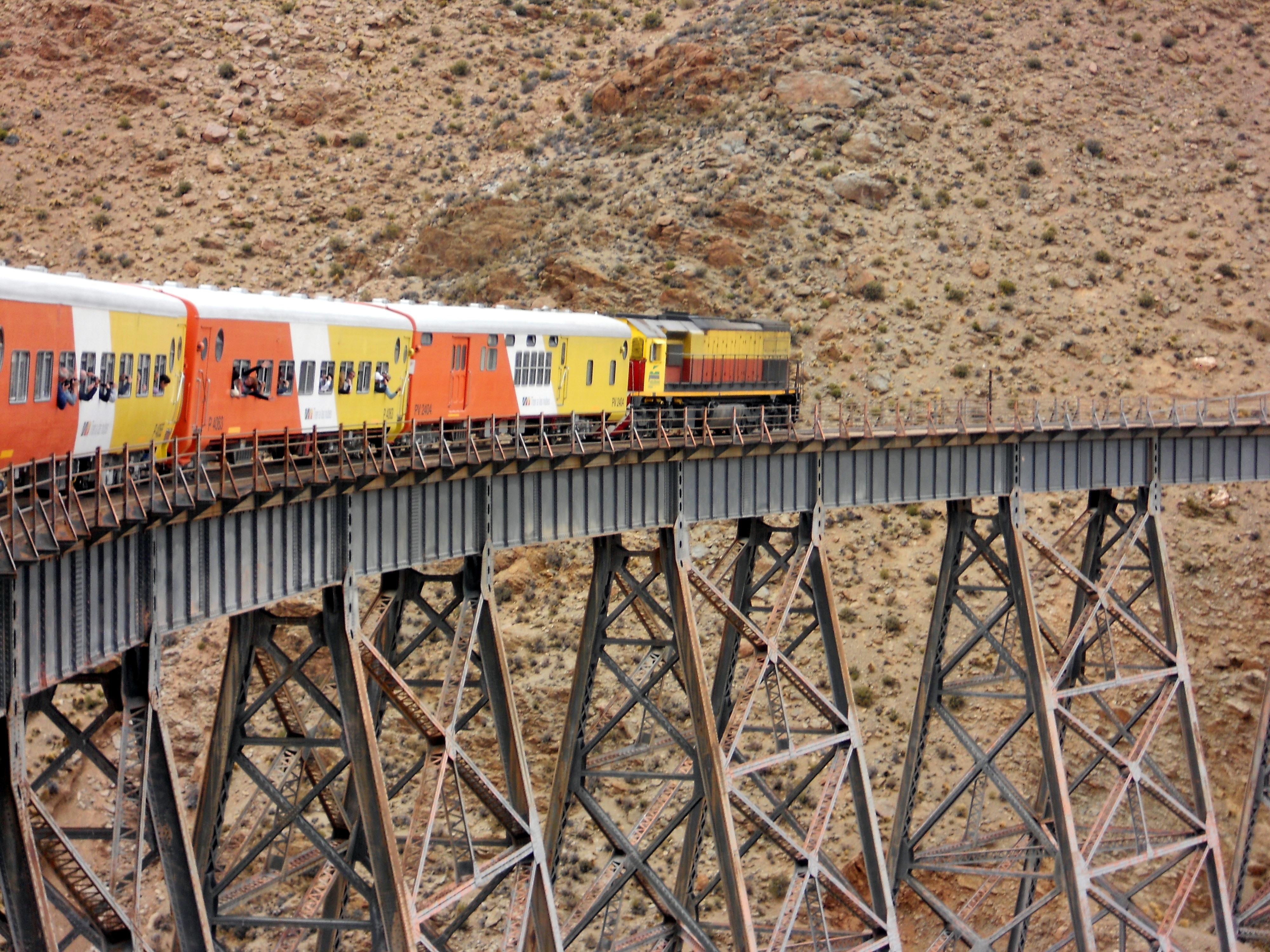
Пасажирський поїзд, Аргентина

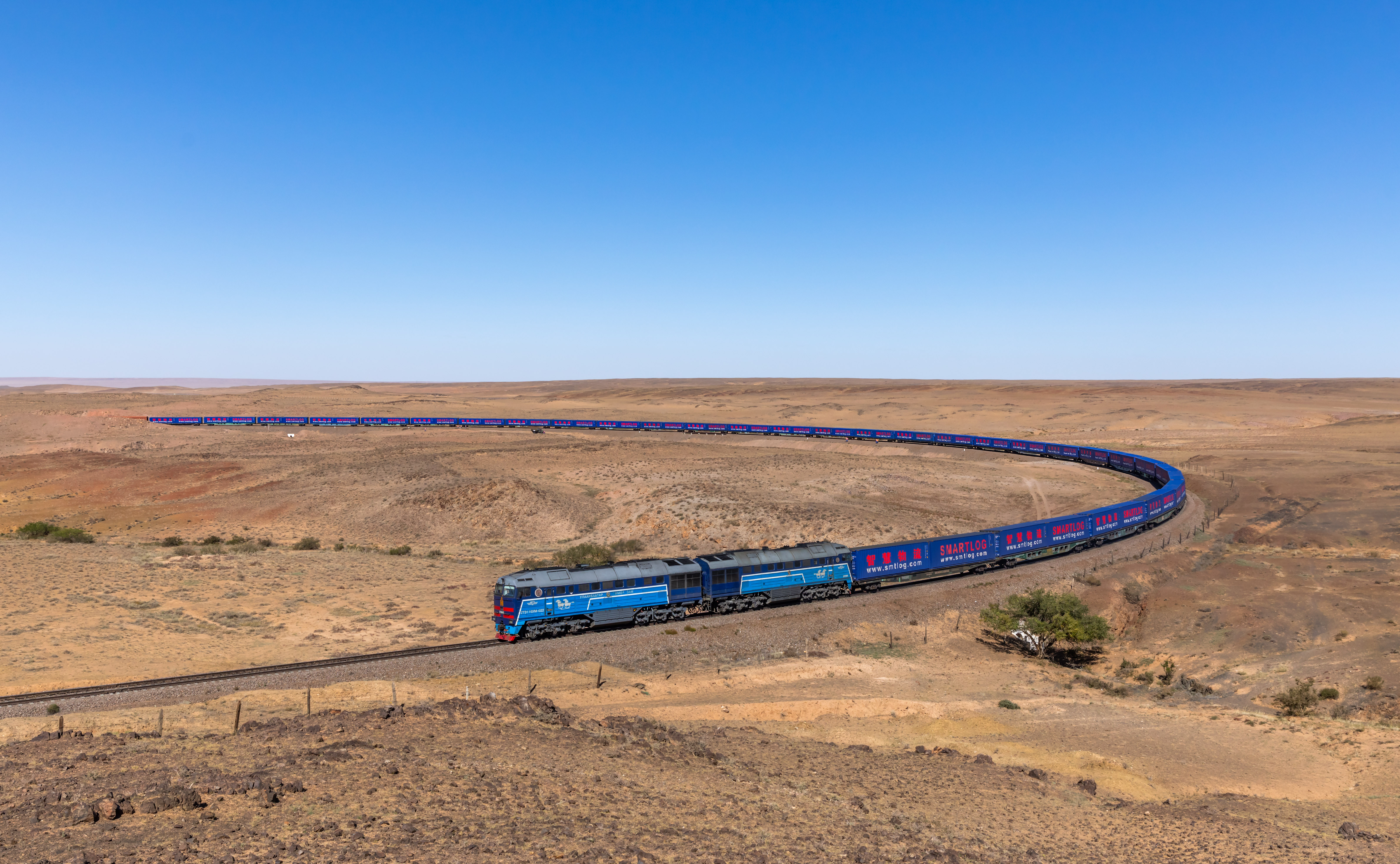
Вантажний поїзд, Монголія

Правила технічної експлуатації залізниць України містять таку класифікацію поїздів:
- Поїзд вантажно-пасажирський — формується на малодіяльних дільницях із вантажних та пасажирських вагонів, які призначені для перевезення вантажів та пасажирів.
- Поїзд вантажний довгосоставний — вантажний поїзд, довжина якого (в умовних вагонах) перевищує максимальну норму, встановлену графіком руху на ділянці проходження цього поїзда.
- Поїзд вантажний підвищеної ваги — вантажний поїзд вагою понад 6 тисяч тонн з одним або декількома дійовими локомотивами в голові рухомого складу, в голові та хвості, в голові та останній третині рухомого складу.
- Поїзд вантажний підвищеної довжини — вантажний поїзд, довжина якого 350 осей і більше.
- Поїзд вантажний з'єднаний — поїзд, складений з двох і більше зчеплених між собою вантажних поїздів, з дійовими локомотивами в голові кожного поїзда.
- Поїзд вантажний великоваговий — вантажний поїзд, вага якого для відповідних серій локомотивів на 100 т і більше перевищує визначену графіком руху вагову норму на ділянці проходження цього поїзда.
- Поїзд людський — вантажний поїзд, у якому знаходиться 10 і більше вагонів, зайнятих людьми.
- Поїзд пасажирський — поїзд для перевезення пасажирів, багажу й пошти, сформований з пасажирських вагонів. За видами сполучення пасажирські поїзди розподіляються на далекі, що рухаються на відстань понад 700 км, місцеві до 700 км та приміські до 150 км.
- Поїзд пасажирський довгосоставний — пасажирський поїзд, довжина якого перевищує довжину, встановлену схемою формування даного поїзда.
- Поїзд пасажирський підвищеної довжини — пасажирський поїзд, що має у своєму складі 20 і більше вагонів.
- Поїзд пасажирський з'єднаний — поїзд, що складається з двох пасажирських поїздів, зчеплених між собою, з дійовими локомотивами в голові кожного поїзда.
- Поїзд поштово-багажний — формується з пасажирських і вантажних вагонів, які призначені для перевезення пошти, багажу й вантажобагажу, а також окремих пасажирських вагонів для перевезення пасажирів, що причіплюються тільки на дільницях, де не обертаються пасажирські поїзди.

З 1966 року, коли київський винахідник Володимир Веклич з'єднав за своєю системою два тролейбуси, з'явився новий тип поїзда — тролейбусний.

## Класифікація пасажирських поїздів в Україні

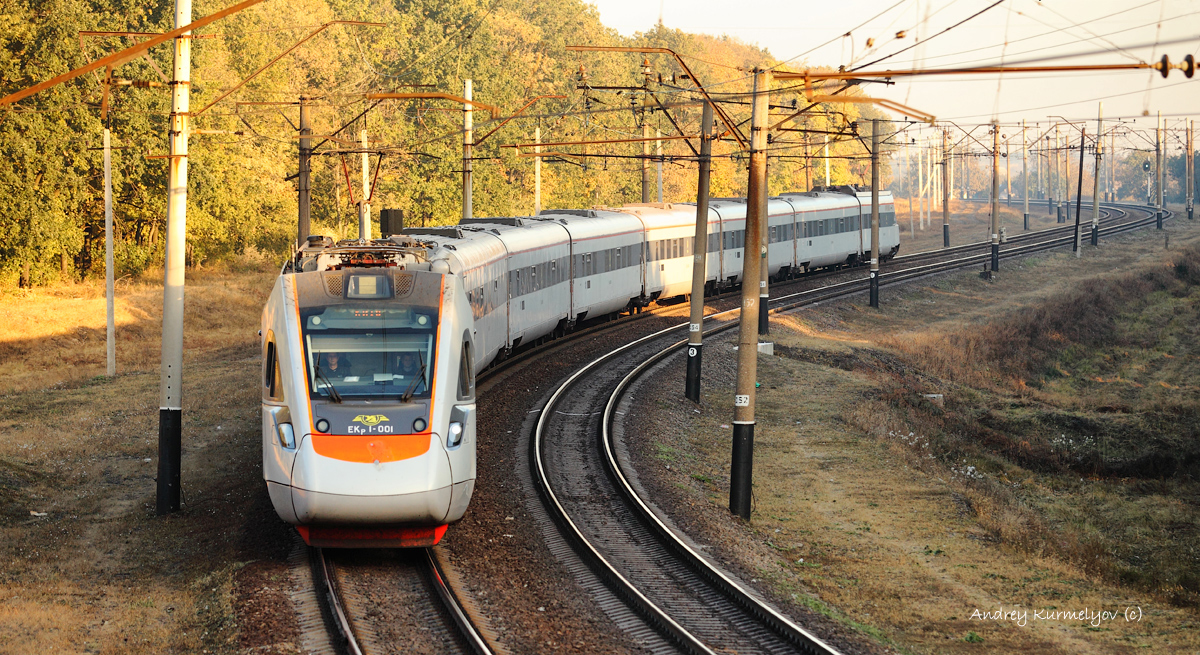
ЕКр1 «Тарпан»

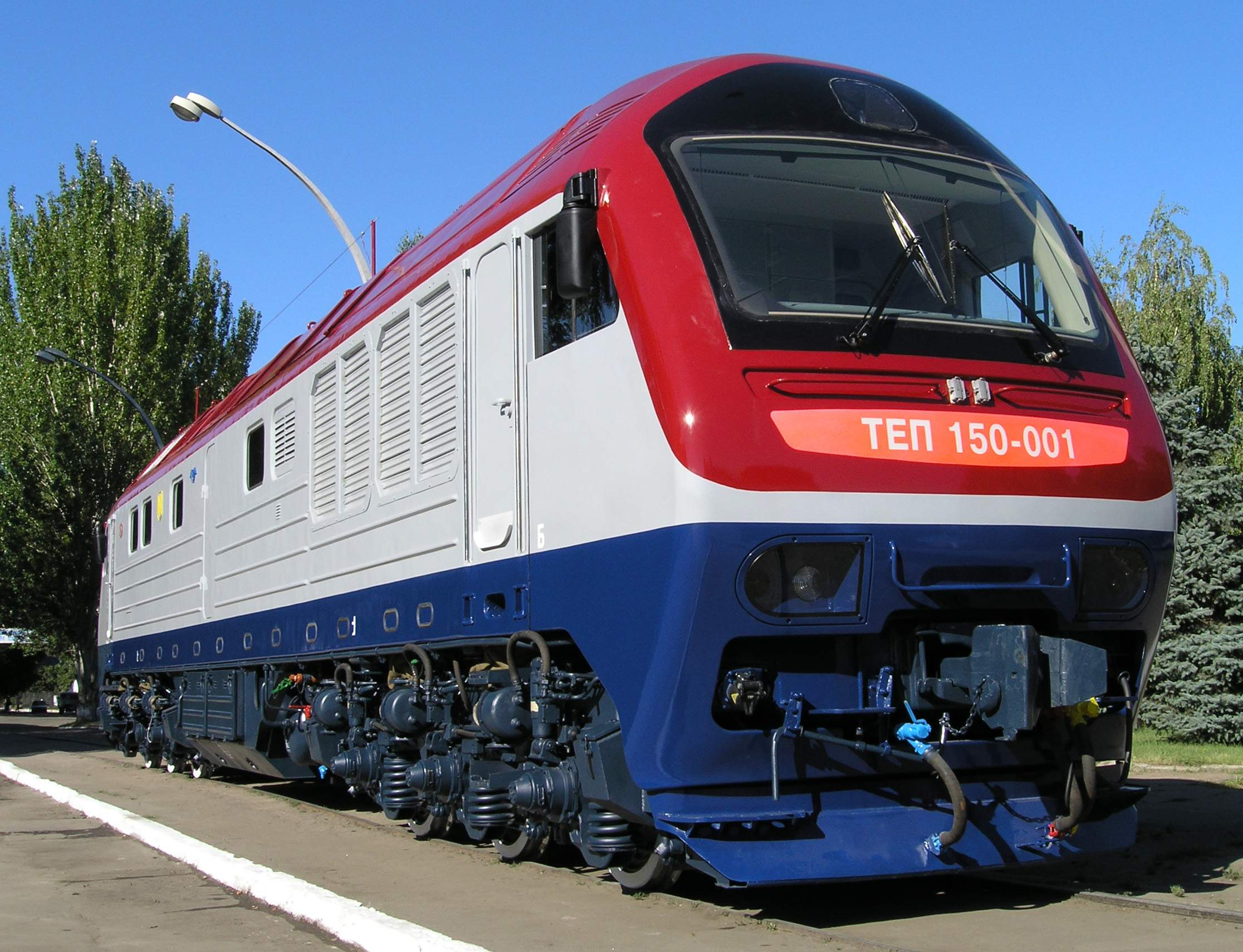
Теплотяг ТЕП150

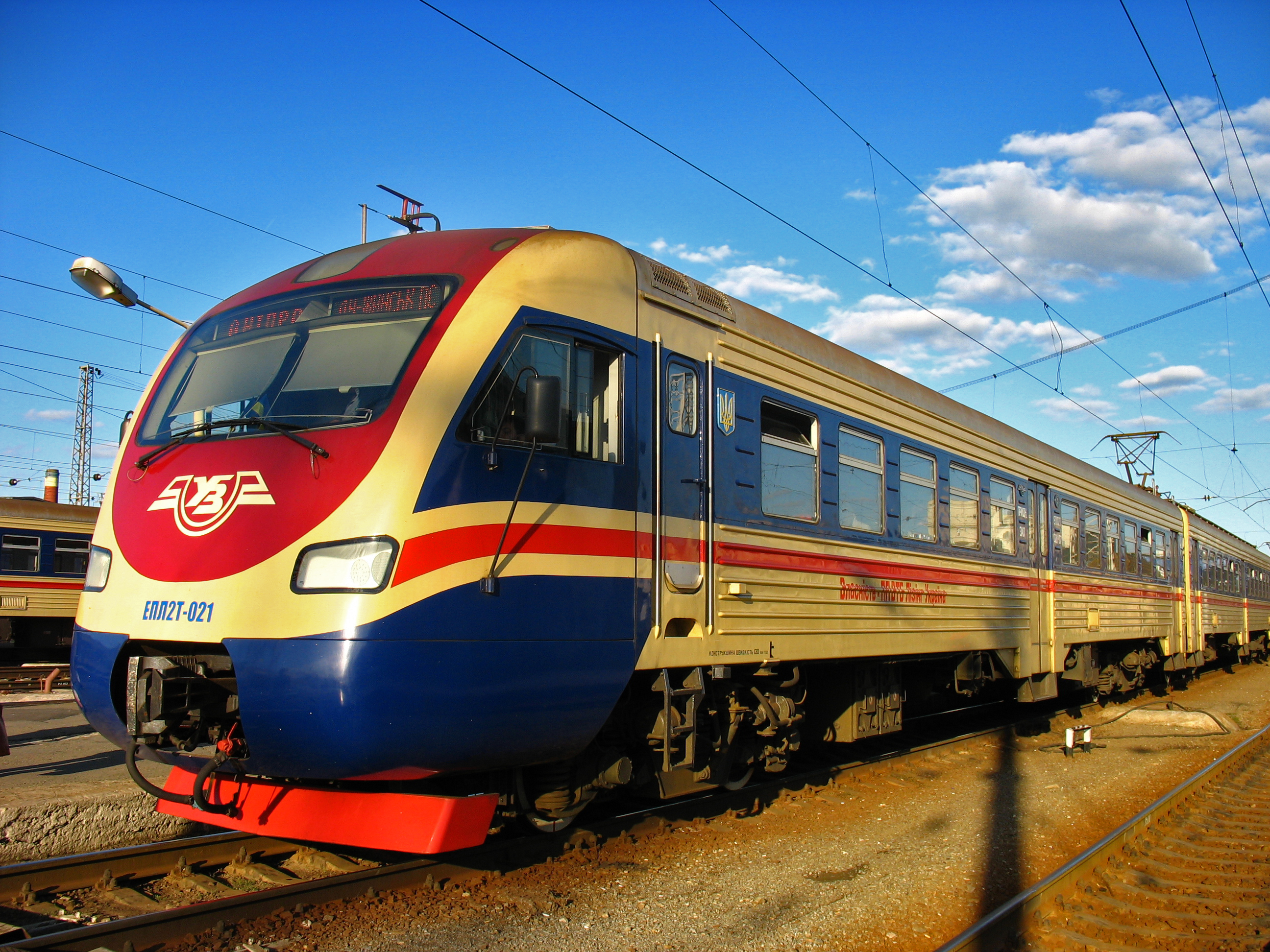
Приміський електропоїзд ЕПЛ2Т-021

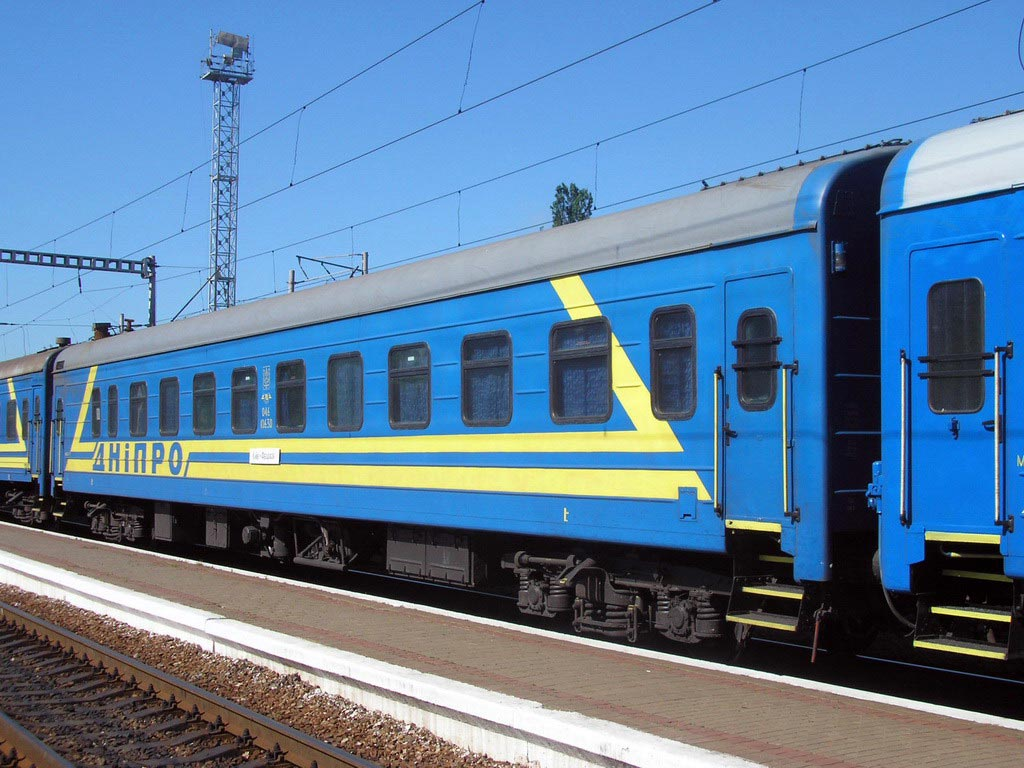
Фірмовий пасажирський поїзд «Дніпро»

З грудня 2011 року Міністерство інфраструктури України впровадило нову класифікацію пасажирських поїздів, на підставі наказу № 586 від 01.12.2011 року «Про затвердження Змін до Правил перевезення пасажирів, багажу, вантажобагажу та пошти залізничним транспортом України».
Кожен тип поїзда матиме індивідуальну емблему (символіку) та однотипне оформлення складу.
На вагони, які включені до складу поїзда, у визначених місцях буде нанесено піктограми для ідентифікації пасажирами типу поїзда, категорії вагона та послуг, які надаються.
Піктограмами позначаються:
- місця для сидіння та клас вагона;
- спальні місця та категорія вагона;
- місця для пасажирів з дітьми;
- заборона паління;
- вагон-ресторан;
- вагон-бар;
- кондиціювання повітря;
- вагон з місцями для перевезення велосипедів;
- вагон з купе для перевезення пасажирів-інвалідів;
- вагон з наданням послуг Wi-Fi-інтернету.

Потреба у внесенні змін виникла у зв'язку з розробкою нової системи класифікації пасажирських поїздів згідно з Указом Президента України «Про Національний план дій на 2011 рік щодо впровадження Програми економічних реформ на 2010—2014 роки „Заможне суспільство, конкурентоспроможна економіка, ефективна держава“, а також із проведенням заходів у рамках підготовки до Чемпіонату Європи з футболу 2012 року.
До цього часу на Укрзалізниці діють „Правила перевезення пасажирів, багажу, вантажобагажу та пошти залізничним транспортом України“, затверджені наказом Мінтрансзв'язку від 27.12.2006 № 1196. Також у змінах до Правил прописані обов'язки провідників/стюардів швидкісних пасажирських поїздів.
Відтак, пасажирські поїзди мають таку класифікацію:
- Інтерсіті+ (ІС+);
- Інтерсіті (ІС);
- Пасажирський поїзд (П);
- Міський поїзд (М) – поїзд, сформований з вагонів, призначених для перевезення пасажирів та ручної поклажі (багажу) у міському сполученні з визначеною кількістю місць для сидіння;
- Регіональний експрес (РЕ);
- Регіональний поїзд (Р);
- Нічний експрес (НЕ);
- Нічний швидкий (НШ);
- Нічний пасажирський поїзд (НП).

## Поїзди загального призначення
- пасажирські;
- поштово-багажні;
- військові;
- вантажно-пасажирські;
- вантажні.

## Поїзди спеціального призначення
- промислового призначення;
- шляхо-відновлювальні;
- пожежні;
- снігоочищувальні.

### Поїзди у гірничодобувній промисловості

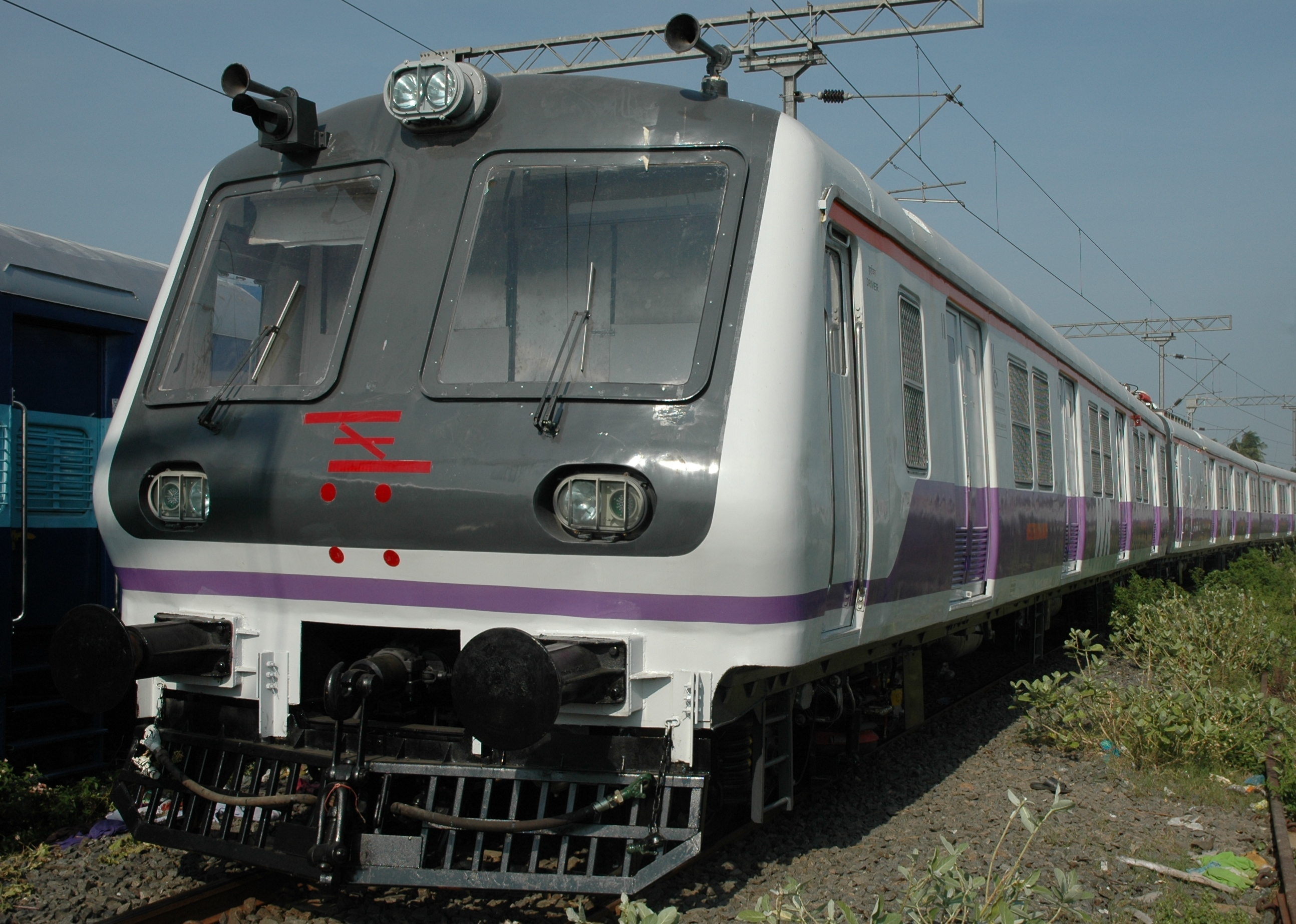
Приміська залізниця міста Мумбаї (Індія) має найбільшу щільність пасажирів у світі

На кар'єрах поїзд складається з локомотива і причіпних вагонів. При русі по замкнутих маршрутах, наприклад, при транспортуванні порід розкриву на відвали, а корисної копалини на збагачувальну фабрику, поїзд формується на тривалий час (поки локомотив чи рухомий склад не потребують чергового планового ремонту). При проведенні профілактичних і потокових ремонтів поїзд не розформовується. Продуктивність поїзда виміряється кількістю гірничої маси (м3 чи т), що вивезена з кар'єру за одиницю часу (звичайно доба), залежить від числа вагонів у рухомому складі n, вантажності вагона q і часу обороту поїзда. Раціональна корисна маса поїзда nq визначається продуктивністю навантажувального екскаватора і зчіпною масою локомотива. При використанні потужних тягових агрегатів на гірничих перевезеннях корисна маса поїзда досягає 1200—1500 т.

## Нумерація поїздів
Поїзди мають парну чи непарну нумерацію. Непарні номери приписують поїздам, які рухаються умовно зі сходу на захід і з півночі на південь, парні — із заходу на схід і з півдня на північ. Оскільки напрямок поїзда на маршрутах руху, а також на окремих вузлових станціях може змінюватися, відповідно один або декілька разів зазвичай й змінюється і нумерація поїзда з парної на непарну або навпаки, що відзначається у розкладі руху нумерацією через дріб (наприклад, № 11/12, № 99/100).
| Класифікація нумерації пасажирських поїздів у міжнародному, далекому та місцевому сполученні | Класифікація нумерації пасажирських поїздів у міжнародному, далекому та місцевому сполученні                                                       |
| № поїзда                                                                                     | Опис |
| -------------------------------------------------------------------------------------------- | --- |
| 001—150                                                                                      | Швидкі, цілорічні |
| 151—298                                                                                      | Швидкі, сезонні та разові |
| 301—450                                                                                      | Пасажирські, цілорічні |
| 451—598                                                                                      | Пасажирські сезонні, разового призначення та дитячі (вивізні)                                                                                      |
| 601—698                                                                                      | Пасажирські поїзди місцевого та прямого сполучення                                                                                                 |
| 701—750                                                                                      | Швидкісні |
| 751—788                                                                                      | Високошвидкісні |
| 801—898                                                                                      | Пасажирські електро- та дизель-поїзди місцевого сполучення, що обслуговуються моторовагонним рухомим складом (крім швидкісних та високошвидкісних) |
| 901—920                                                                                      | Службові (спеціального) призначення |
| 921—940                                                                                      | Туристичні (комерційні) |
| 941—960                                                                                      | Людські (вантажні поїзди, в якому знаходиться 10 і більше вагонів, зайнятих людьми)                                                                |
| 961—970                                                                                      | Вантажно-пасажирські |
| 971—998                                                                                      | Поштово-багажні |

Поняття «швидкісні та високошвидкісні» в Україні не застосовується через відсутність таких поїздів. Нумерація з 700 до 799 використовується для поїздів категорії «Інтерсіті+» та «Інтерсіті», регіональний експрес та регіональний поїзд. У країнах Європи поїзди міжнародного сполучення, що курсують у сполученні з Україною, при перетині державного кордону змінюють свою нумерацію: поїзд Львів — Краків має дві нумерації: на території України № 35/36, а на території Польщі — № 33102/33109
| Приміські поїзди |                                                |
| № поїзда         | Опис                                           |
| ---------------- | ---------------------------------------------- |
| 6001—6998        | Приміські, прикордонні приміські (регіональні) |
| 7001—7198        | Швидкісні приміські                            |
| 7201—7598        | Швидкі приміські та міські                     |
| 7601—7628        | Службового (спеціального) призначення          |

Декомунізація оминула українську залізницю. Нумерація поїздів має радянське минуле, адже відлік відстані і досі починається від Москви. Поїзд № 1 сполучає Санкт-Петербург з Москвою, колишній (до 2014 року) поїзд № 2 сполучав Київ з Москвою, а поїзд № 3 — Мінськ з Москвою. Але, на сучасний час такі поїзди як Київ — Львів, Київ — Дніпро чи Львів — Харків мали б мати перші номери, адже це сполучення між головними українськими містами, проте вони їх не мають і понині.
Термін «Південна» і «Південно-Західна залізниця» походить з часів Російської імперії, коли існував так званий «Південно-Західний край» (рос. Юго-Западный край) Російської імперії, що включав території більшої частини сучасної України. Напряму під дію закону про декомунізацію ні нумерація поїздів, ні назви відстаней, ні назви структурних підрозділів «Укрзалізниці», на жаль, не підпадають.
| Вантажні поїзди | |
| № поїзда        | Опис |
| --------------- | --- |
| 1001—1020       | Рефрежераторні поїзди                                                                                       |
| 1021—1420       | Контейнерні поїзди                                                                                          |
| 1421—1440       | Для перевезення вантажів в контрейлерах                                                                     |
| 1441—1450       | Спеціалізовані для перевезення вантажів в універсальному рухомому складі                                    |
| 1451—1460       | Для перевезення живності                                                                                    |
| 1461—1810       | Для перевезення вугілля, руди, мінеральних добрив                                                           |
| 1811—1998       | Для перевезення наливних вантажів в маршрутах                                                               |
| 2001—2998       | Наскрізні, в тому числі на подовжених «плечах» обслуговування                                               |
| 3001—3398       | Дільничні поїзди                                                                                            |
| 3401—3468       | Збірні поїзди                                                                                               |
| 3471—3498       | Збірно-дільничні поїзди                                                                                     |
| 3501—3598       | Вивізні — для забирання і подачі вагонів на окремі проміжні станції та під'їзні колії                       |
| 3601—3798       | Передаточні — для передачі вагонів з однієї станції вузла на іншу                                           |
| 3801—3898       | Диспетчерські локомотиви для забирання і подачі вагонів на проміжні станції                                 |
| 3901—3998       | Подача вагонів на перегін по комерційним документам під вивантаження або навантаження і прибирання їх назад |
| 4001—4098       | Штовхачі |
| 4301—4399       | Локомотиви (резервні), без вагонів, або з причіпними до них вагонами в кількості не більше 40 осей          |

Рішення про зміну нумерації поїздів прийнято на виконання пункту 13-го Протоколу 59-го засідання Ради залізничного транспорту держав — учасників СНД, яка відбулася 19-20 листопада 2013 року в Кишиневі.
З 1 червня 2014 року «Укрзалізниця» змінила нумерацію внутрішньодержавних денних поїздів, зокрема швидкісних електропоїздів і поїздів, сформованих з вагонів з місцями для сидіння з локомотивною тягою, починаючи з графіку руху на 2014/2015 роки (в дію вступив з 1 червня 2014 року). З грудня 2014 року щороку переглядається графік руху поїздів на наступний рік.

## Історія
Історія поїздів безпосередньо пов'язана з історією рейкових доріг і локомотивів. Перші поїзди з'явилися в Європі на межі XVII—XVIII століть і являли собою вагонетку, яка приводилась в рух конем.
1804 року англійський винахідник Тревітік створює перший паротяг, який використовувався лише як атракціон для розваги публіки. Для цього до паротяга причепили пасажирський вагон, створивши таким чином перший поїзд з локомотивною тягою. Перший вантажний потяг з локомотивною тягою з'явився в 1820 в Англії та використовувався для транспортування вугілля від шахти Геттон до Сандерленда.
27 вересня 1825 року на відкритті першої громадської залізниці Стоктон — Дарлінгтон локомотив «Локомоушн» провів перший магістральний вантажний поїзд масою 80 тонн. 15 Вересень 1830 на відкритті магістралі Ліверпуль — Манчестер був проведений перший магістральний пасажирський поїзд, у складі якого перебував і вагон завантажений поштою — перший у світі поштовий вагон.
В Україні першу залізницю було збудовано у 1861 році. У 1859 році почалося прокладання колії з Перемишля до Львова протяжністю 97,6 км. У Львові в жовтні 1861 року завершили будівництво вокзалу, і вже 4 листопада 1861 року о 14:30 до Львова з Перемишля прибув перший пасажирський потяг, що мав назву «Ярослав». Так було відкрито регулярне пасажирське сполучення між Віднем і Львовом. На всіх станціях його курсування — в Медиці, Мостиськах, Судовій Вишні, у Мшані — поїзд вітали сотні селян, приїзд «сталевого коня» урочисто зустрічали місцеві музиканти. Відтоді поїздом можна було зі Львова без пересадки дістатися узбережжя Адріатичного моря.
Наступним містом із залізничним транспортом на території України стала Одеса, де він з'явився в 1865 році. У 1868—1870 рр. залізниця прийшла в Київ: він був зв'язаний залізничними шляхами з Курськом (звідки лінія продовжувалася до Москви і Петербурга) і Одесою.
Наступним етапом еволюції потягів став електропоїзд, керованний за системою багатьох одиниць, який з'явився у 1887 році на Чиказькій естакадній залізниці. Його внахідником став Френк Спрейг. Надалі ця система стала активно застосовуватися на електропоїздах приміських та міських залізниць, трамваях і локомотивах. Наприклад, майже у всіх метрополітенах використовуються поїзди, що працюють за СБО. На нерейковому транспорті систему вдалось вперше застосувати тільки через 79 років київському винахіднику Володимиру Векличу. У 1966 році він з'єднав два тролейбуси МТБ-82/82Д за своєю системою у потяг. Тролейбусні поїзди були успішно впроваджені більш ніж у 20 містах колишнього СРСР.
У 1912 році в Німеччині був створений перший теплотяг.
28 червня 2023 року, згідно повідомлення CBC, в Канаді почав перевозити пасажирів перший у Північній Америці поїзд, який працює на водні.

## Проєктування і розрахунок поїздів
Вага поїзда є одним з найважливіших параметрів, оскільки визначає провізну спроможність ділянок, тобто яка кількість пасажирів або вантажів буде перевезено між станціями за певний час (найчастіше — 1 доба). Збільшення маси поїзда дозволяє не тільки підняти цей параметр, а й знизити собівартість перевезень. Разом з тим, надмірне збільшення ваги поїзда призводить до перевантаження локомотивів і до передчасного виходу їх обладнання з ладу. Також в результаті проєктування можна визначити довжину поїзда, число вагонів і локомотивів в ньому і їх розподіл за складом, а також режими ведення поїзда по різних ділянках шляху.
Маса поїзда залежить від досить великої кількості параметрів, і перш за все від ухилів шляху і параметрів локомотивів. Приміром, розрахункова маса поїзда для восьмивісного електротяга ВЛ80 на підйомі в 5 ‰ (0,5 %) становить близько 8000 т, а на підйомі в 10 ‰ (1 %) — 4100 т. У цьому випадку масу поїзда збільшують внаслідок пом'якшення профілю колії і збільшення числа локомотивів. Далі масу поїзда перевіряють за такими умовами, як міцність зчіпних пристроїв (на дорогах СНД ним є автозчеплення СА-3) і на можливість рушання потяга з місця. Після цього, знаючи приблизну частку кожного типу вагонів у складі, визначають кількість вагонів у поїзді. Знаючи довжини вагонів і локомотивів, визначається довжина всього потяга, яка вже перевіряється на допустиму за умовами розміщення на приймальних коліях станції, позаяк у випадку перевищення цього показника, поїзд просто частково опиниться на другій колії (досить згадати фільм «Магістраль», де приймання поїзда підвищеної довжини на коротшу колію призвело до трагедії).

### Вантажний вагон із боковими опорами кузова неперервного контакту
У практиці вантажного вагонобудування застосовуються різні варіанти конструкції пружних бокових опор кузову неперервного контакту. Модель вантажного вагона складається з 23 абсолютно твердих тіл (кузов, дві надресорні балки, чотири бокові рами, вісім фрикційних клинів, чотири ковпаки бокових опор, чотири колісні пари), для кожного з яких задана маса {\displaystyle m_{i}} та елементи тензора інерції {\displaystyle T_{i},} де {\displaystyle i} — номер тіла.
Задання моментів інерції відносно осей власної системи координат тіла {\displaystyle (x_{i},y_{i},z_{i}),} початок {\displaystyle C_{i}} якої збігається із центром мас тіла.
Для опису положення й кількості ступенів вільності тіл системи уведені дві системи координат: базова нерухома {\displaystyle (X_{0},Y_{0},Z_{0})} та базова рухома (шляхова) {\displaystyle (\xi ,\eta ,\zeta ).}
Рух екіпажу у цілому та його складових тіл представляється як складний, який складається з переносного (разом із шляховою системою координат) й відносного (відносно базової рухомої (шляхової) системи координат) рухів. Початок рухомої базової (шляхової) системи кооринат поступально рухається уздовж осі шляху із швидкістю руху екіпажу.
Для однозначного визначення положення тіла, яке має шість ступенів вільності, у системі {\displaystyle (\xi ,\eta ,\zeta )} достатньо шести узагальнених координат, які можуть бути сполучені у вектор положення розмірності {\displaystyle 6\times 1.} Для бокової рами такий вектор буде мати вигляд:
{\displaystyle q_{3}=[r_{3\xi }^{(0)}\quad r_{3\eta }^{(0)}\quad r_{3\zeta }^{(0)}\quad \varphi _{3\xi }^{(0)}\quad \chi _{3\eta }^{(0)}\quad \psi _{3\zeta }^{(0)}],}
де {\displaystyle r_{3\xi }^{(0)},r_{3\eta }^{(0)},r_{3\zeta }^{(0)}} — проєкції вектора, який описує положення початку {\displaystyle (x_{3},y_{3},z_{3})} у {\displaystyle (\xi ,\eta ,\zeta )} на координатні осі {\displaystyle (\xi ,\eta ,\zeta );} {\displaystyle \varphi _{3\xi }^{(0)},\chi _{3\eta }^{(0)},\psi _{3\zeta }^{(0)}} — кути між координатними вісями {\displaystyle (x_{3},y_{3},z_{3})} та {\displaystyle (\xi ,\eta ,\zeta )} — відповідно {\displaystyle ({\widehat {x_{3}\xi }},\,\,{\widehat {y_{3}\eta }},\,\,{\widehat {z_{3}\zeta }});}
На малюнку кути повороту {\displaystyle (x_{3},y_{3},z_{3})} показані умовно, оскільки у положенні, зображеному на малюнку, осі {\displaystyle (x_{3},y_{3},z_{3})} та {\displaystyle (\xi ,\eta ,\zeta )} є паралельними. Алгоритм обчислення кутів повороту визначається послідовністю здійснення елементарних поворотів. При цьому для кожного варіанту такої послідовності існують вироджені положення, у яких не можуть бути однозначно визначеними чисельні значення кутів орієнтації. Для запобігання подібної ситуації у процесі моделювання можуть використовуватися послідовності кутів Крилова (Кардано), для яких виродження наступає при значенні кутів орієнтації {\displaystyle \pm \pi /2.}

### Сходження з рейок
Проєктування системи визначення сходження вагону призначається для сповіщення машиніста про сходження вагону з метою запобігти пошкодженню залізничного полотна колесами вагону, який зійшов з рейок, і більшої аварії. Система може бути побудована на фіксації ударів коліс вагону, який втратив контакт із рейкою. Ці удари викликають хвилю шпально-рейкової ґратки, якої торкнулися колеса локомотива, на буксі яких встановлений давач прискорень. Давач у момент проходження хвилі фіксує прискорення, яке виникає у вертикальному напрямку, у складі процесу коливань букси. Збільшення амплітуди прискорення відбувається на частоті зустрічі колеса зі шпалою. Пік прискорення можна знайти у спектрі коливань на вказаній частоті. Таким чином, якщо на цій частоті у спектрі коливань з'явиться пік прискорення, який перевищує сусідні не менш ніж на 20 %, і це повториться не менше двох разів, тобто за дві секунди, то варто вважати, що відбулося сходження вагону з рейок й відповідний сигнал сповіщення має бути надісланий машиністу.
Алгоритмом передбачається наступний порядок роботи системи: сигнали з п'єзодавача надходять на підсилювач, а потім на один з каналів АЦП й записуються у комп'ютер, одночасно через інший канал у комп'ютер надходять сигнали про швидкість з відповідного давача швидкості. По показаннях давача швидкості обчислюється можлива для даної швидкості руху частота зустрічі колеса зі шпалою. Злічуються показання п'єзодавача за 1 секунду у кількості {\displaystyle 2^{11},} тобто 2048 апмлітуд прискорення, що дозволяє застосувати швидке перетворення Фур'є для розрахунку спектра або спектра Берга. Після отримання спектру у першу секунду руху, у ньому визначаються пік прискорення у діапазоні 5 % частоти зустрічі колеса зі шпалою (шпальна частота) й записується у окремий файл. Потім ця процедура повторюється для наступної секунди й отриманий пік на шпальній частоті порівнюється із попереднім. Якщо виникне ситуація, що отриманий пік прискорення буде більше попереднього на 20 та більше відсотків, то це ймовірніше пов'язано зі сходом вагону.

## Різновиди поїздів
Потяги розрізняються за характером вантажу, швидкостями руху, розмірами, масі і т. д. На залізницях пострадянських країн зустрічаються такі різновиди поїздів:

### Пасажирські
Пасажирські — призначені для перевезення пасажирів, багажу і пошти. Своєю чергою розрізняються на:
- Високошвидкісні — рухаються зі швидкостями понад 200 км/год;
- Швидкісні — рухаються зі швидкостями в межах 141—200 км/год;
- Швидкі — рухаються із середньою швидкістю понад 50 км/год;
- Дальні — рухаються на відстань понад 700 км;
- Місцеві — рухаються на відстань від 150 до 700 км;
- Приміські — рухаються на відстань до 150 км;
- Поштово-багажні — для перевезення пошти, багажу і вантажобагажу;
- Туристичні;
- Екскурсійні;
- Прискорені — рухаються із середньою швидкістю понад 65 км/год;
- Літерні;
- Вантажно-пасажирські — поїзди, що складаються з пасажирських і вантажних вагонів, проїзд людей здійснюється по залізничних квитках;
- Людські — поїзди, в складі яких не менше трьох вагонів, зайнятих людьми, проїзд людей здійснюється з вантажних документів;
- Пасажирські підвищеної довжини — поїзди, що мають в своєму складі 20 і більше вагонів;
- Пасажирські довгоскладні — поїзди, довші хоча б на один вагон за довжину, встановлену схемою формування даних поїздів;
- Сполучені пасажирські — що складаються з двох пасажирських поїздів, зчеплених між собою, з дійовими локомотивами в голові кожного поїзда;
- Фірмові;
- Ретро-поїзди.

### Вантажні
Вантажні (застаріла назва — товарні):
- Прискорені:

Швидкі вантажні;
Рефрижераторні;
Для перевезення тварин;
Для перевезення швидкопсувних продуктів;
- Наскрізні — наступні без перероблення не менш ніж через одну технічну (сортувальну або дільничну) станцію;
- Дільничні — наступні без перероблення від однієї технічної станції до іншої;
- Збірні — для доставлення вагонів на проміжні станції;
- Збірно-роздавальні;
- Передавальні — для доставлення вагонів з однієї станції вузла на іншу;
- Вивізні — для вивезення груп вагонів з окремих проміжних станцій ділянки;
- Вантажні довгоскладні — поїзди, довжина яких перевищує максимальну норму, встановлену графіком руху на ділянці проходження, хоча б на один умовний вагон;
- Вантажні важкоатлети — поїзди, вага яких для відповідних серій локомотивів на 100 тонн і більше перевищує визначену графіком руху вагову норму на ділянці проходження;
- Вантажні підвищеної ваги — поїзди вагою понад 6000 тонн;
- Вантажні підвищеної довжини — поїзди, довжина яких — 350 осей і більше;
- Сполучені вантажні — що складаються з двох і більше зчеплених між собою вантажних поїздів, з дійовими локомотивами в голові кожного поїзда.

## Спеціальні
- Бункерні поїзди

## Рекорди серед поїздів

### У світі

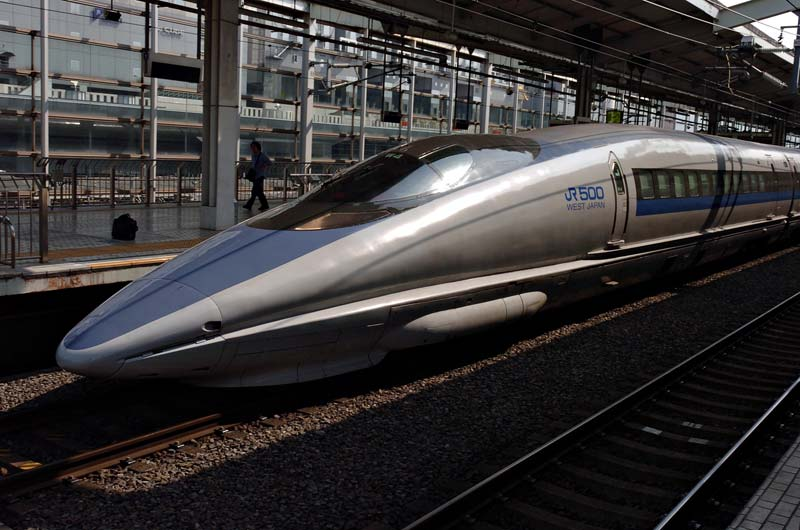
Японський «Нодзомі»

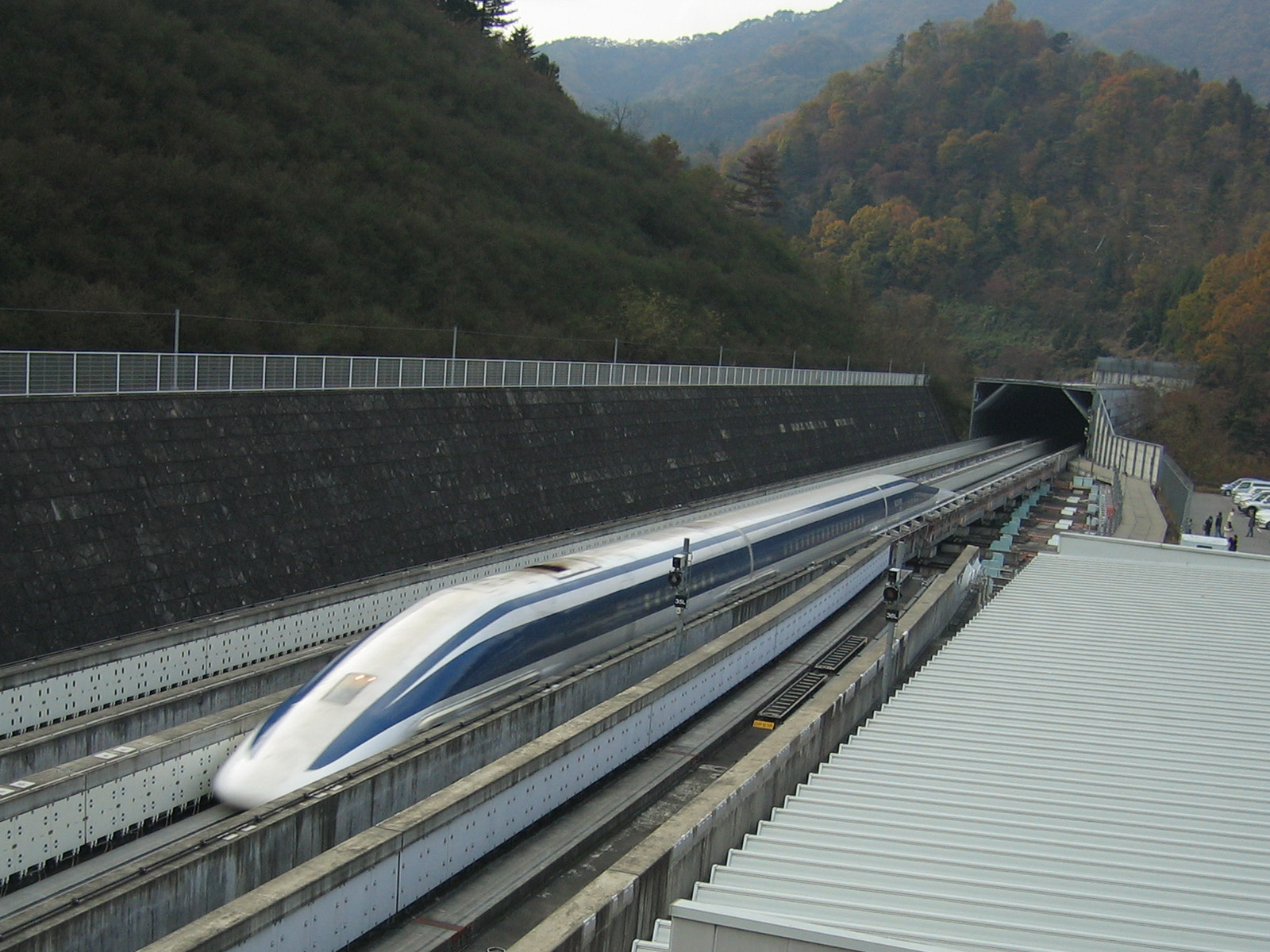
Японський MLX01 на лінії JR-Maglev

- Найшвидший рейковий потяг: 3 квітня 2007 року французький потяг TGV POS розігнався до швидкості 574,8 км/год.[34]
- Найвища середня швидкість рейкових поїздів на електричній тязі: японський потяг «Нодзомі» кожен день ходить за розкладом з середньою швидкістю 261,8 км / год (французький TGV — 259,4 км / год).
- Найвища середня швидкість дизель-поїздів: англійські дизель-поїзди «ІнтерСіті 125» курсують на маршруті Лондон — Единбург із середніми швидкостями 180 км/год.[35]
- Найшвидший поїзд на повітряному підвішуванні: 5 березня 1974 французький потяг «L'Aerotrain 180 Haute vitesse» досяг швидкості 430,4 км/год.[36]
- Найшвидший поїзд на магнітному підвішуванні: 2 грудня 2003 року в японському місті Яманасі поїзд MLX01 на лінії JR-Maglev розігнався до 581 км/год.[36]
- Найвища швидкість поїздів на магнітному підвішуванні: в Китаї між Шанхаєм і аеропортом Пудун курсує поїзд Шанхайський маглев, який розганяється до 431 км/год.[37]
- Найшвидший потяг на паровій тязі: 3 липня 1938 року на невеликому ухилі Стоук-Банк на південь від англійського міста Грета паротяг класу А4 № 4468 «Mallard» «Дика качка» зі складом з 6 пасажирських та одного динамометричного вагонів розігнався до швидкості 202,7 км/год.[36]
- Найшвидший поїзд на реактивній тязі: 24 липня 1966 року американська дослідна автомотриса M-497, з встановленими на даху реактивними двигунами, досягла швидкості 295,8 км /год.[36]
- Найдовший і найважчий пасажирський поїзд: 27 квітня 1991 року в Бельгії з Гента в Остенде одним електротягом був проведений пасажирський потяг з 70 вагонів. Його довжина склала 1732,9 м, а загальна вага дорівнювала 2786 т.[38]
- Найдовша подорож на одному поїзді: у липні — серпні 2001 року літерний поїзд Кім Чен Іра, який прямував за маршрутом Пхеньян — Москва, пройшов шлях завдовжки 10 309 км.[39][40]
- Поїзд, що довше всіх не змінював своєї назви й маршруту: з 1862 року маршрутом Лондон — Единбург курсує потяг «Летючий шотландець».
- Найдовший і найважчий товарний потяг: 21 червня 2001 року в Австралії було проведено поїзд, завантажений залізною рудою. Потяг складався з 682 вагонів, його вели 8 теплотягів, розподілених по довжині потяга. Маса вантажу склала 82 262 т, а загальна довжина поїзда — 7353 м.[38]
- Найдовший вантажно-пасажирський потяг: у Мавританії між містами Зурат і Нуадібу курсує поїзд довжиною близько 3 тис. м. Основним вантажем є руда, також у поїзд включені кілька купейних вагонів.[38]
- Найдовший і найважчий вантажний потяг на вузькій колії (1066 мм) пройшов в СІСХ-Салданья, ПАР, 26-27.08.1989 р. У потягу, що розтягнувся на 7,3 км, було 660 вагонів (кожен вагою 105 т), вагон-цистерна і службовий вагон, які приводилися до руху дев'ятьма 50-кіловатними електротягами й 7 теплотягами з електричною передачею. Загальна вага потягу (без локомотивів) сягала 69 393 т. Потяг пройшов відстань 861 км за 22 години 40 хвилин.

### У Росії

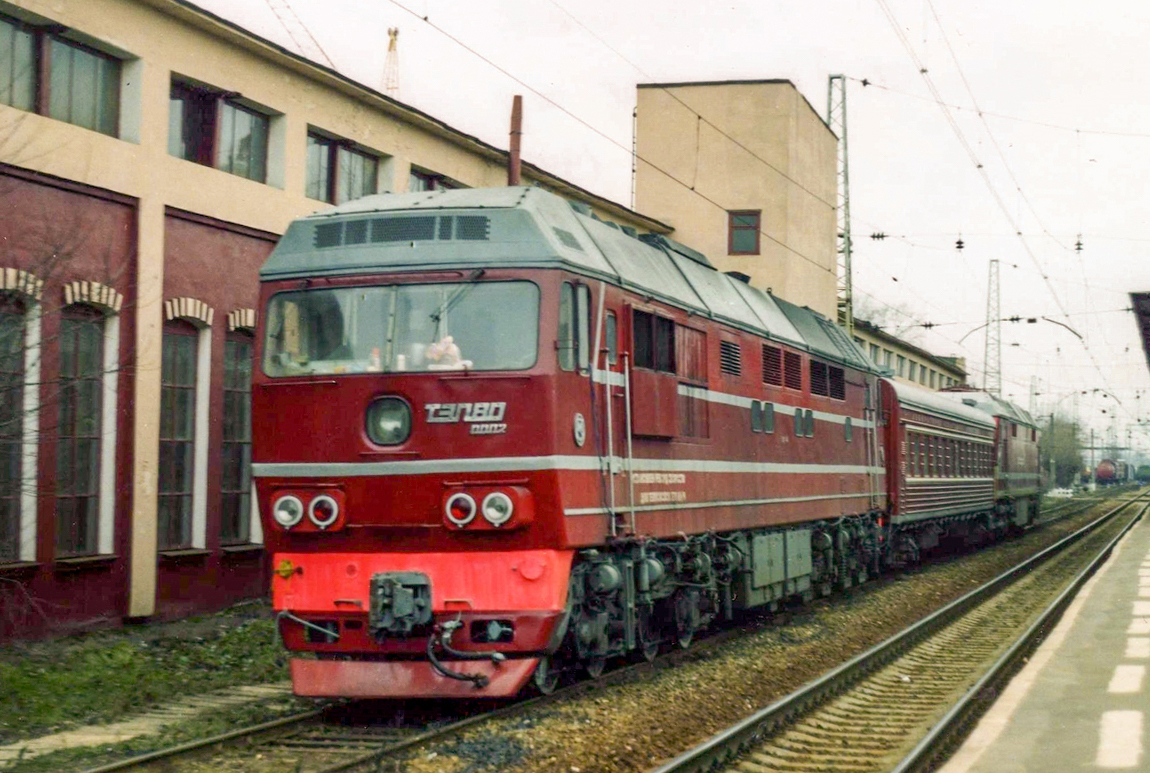
ТЕП80-002

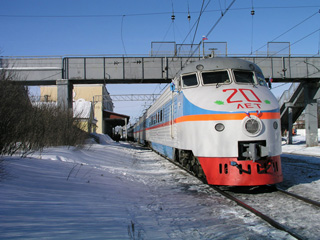
Електропоїзд ЕР200

- Найшвидший рейковий потяг: в 1993 році на ділянці Спірово — Лихославль теплотяг ТЕП80-002 досяг швидкості 271 км/год.[36]
- Найшвидший потяг на паровій тязі: 29 червня 1938 року на ділянці Лихославль — Калінін паротяг типу 2-3-2 Коломенського заводу з поїздом в 14 осей розвинув швидкість 170 км/год (за іншими даними — 178 км/год).[41]
- Найшвидший поїзд на електричній тязі: ЕВС-1/ЕВС-2 «Сапсан» в регулярних рейсах зимового розкладу 2010/11 проходив шлях 650 км від Москви до Санкт-Петербурга за 3 год 45 хв, розганяючись на перегоні Бугра-Мстінскій міст до 250 км/год. Під час дослідних поїздок ці показники були перевищені. Попередні рекорди: у липні 2001 року в дослідному рейсі на лінії Санкт-Петербург — Москва електропоїзд Сокіл-250 розвинув швидкість 236 км/год.[42] Ще більш ранній рекорд належав електротяга ЧС2м — 26 лютого 1971 року, при випробуванні на станції Померанія стрілочних переводів нової конструкції, потяг, що складається з електротяга і трьох звичайних міжобласних (з сидячими місцями) вагонів, розвинув швидкість 228 км/год[43][44].
- Найдовший і найважчий пасажирський потяг: влітку 1988 року з Москви з Курського вокзалу пасажирський електротяг ЧС7-152 провів пасажирський потяг з 32 вагонів. Довжина поїзда становила 846 м, вага — 1920 т.[45]
- Найвища швидкість рейкових поїздів: швидкісні потяги «Аврора» і «Невський Експрес», а також електропоїзд ЕР200, курсують на лінії Москва — Санкт-Петербург з максимальною швидкістю 200 км/год.[46]
- Найвища середня швидкість рейкових поїздів: 1988 року електропоїзд ЕР200 курсував за маршрутом Москва — Ленінград з середньою швидкістю 150 км/год, проходячи весь шлях за 4 години 20 хвилин. Через часті запізнення в 1989 році час ходу було збільшено на 20 хвилин.[46]
- Найвища середня маршрутна швидкість рейкових поїздів: з 3 грудня 2000 року для електропоїздів ЕР200 загальний час ходу (з урахуванням часу всіх стоянок) на маршруті Москва — Санкт-Петербург становить 4:00 25 хвилин, що відповідає маршрутній швидкості 145,9 км/год (в 1988 році маршрутна швидкість ЕР200 становила 144,4 км/год при загальному часу ходу 4:00 30 хвилин).[47]
- Найвища маршрутна швидкість рейкових поїздів: 19 грудня 2001 року у дослідній поїздці з пасажирами ЕР200 пройшов шлях від Москви до Санкт-Петербурга за 3 години 55 хвилин, встановивши маршрутну швидкість 166 км/год.[47]
- Найдовший і найважчий вантажний поїзд: 20 лютого 1986 року із Екібастуза на Урал був проведений потяг з вугіллям. Потяг складався з 439 вагонів. Маса потяга становила 43,4 тис. т, а загальна довжина — 6,5 тис. м[48].

### В Україні
- Найшвидший поїзд на реактивній тязі: на початку 1972 року на перегоні Новомосковськ-Дніпровський — Дніпродзержинськ Придніпровської залізниці турбореактивний вагон СВЛ (швидкісний вагон-лабораторія) досяг швидкості 249 км/год[49].